# Íris Tanja Flygenring
Íris Tanja Ívars Flygenring (12 de noviembre de 1989) es una actriz islandesa.  Es conocida por su actuación como Ása en la serie de televisión de Netflix Katla .    Se graduó de la Academia de Artes de Islandia en 2016.  En 2021, apareció como uno de los personajes principales de la tercera temporada de Atrapados .  Actuó con la banda Hatari como bailarina en 2022. 

## Vida personal
Íris es hija del actor Valdimar Örn Flygenring.  Tiene un hijo, nacido en 2010  y una hija, nacida en 2017.  Está comprometida con Elín Eyþórsdóttir, uno de los miembros de la banda Systur, una banda de música folclórica formada por tres hermanas. 

## Filmografía
| Año  | Título          | Role    |
| ---- | --------------- | ------- |
| 2017 | Fangar          | Vera    |
| 2020 | Iceland Is Best | Fenella |
| 2021 | Katla           | Ása     |
| 2021 | Atrapados       | Freyja  |